# Румянцево (деревня, Москва)
Румя́нцево — деревня в Западном административном округе Москвы (до 1 июля 2012 года была в составе Ленинского района Московской области, до 8 мая 2024 года — в составе поселения Московский Новомосковского административного округа Москвы). Входит в состав района Солнцево.

## Население
| 1852 | 1859 | 1890 | 1899 | 1926 | 2002 | 2006 |
| ---- | ---- | ---- | ---- | ---- | ---- | ---- |
| 219  | ↗261 | ↗269 | ↘214 | ↗338 | ↘292 | ↗298 |
| 2010 |      |      |      |      |      |      |
| ↗673 |      |      |      |      |      |      |

## География
Деревня Румянцево находится в юго-западной части Западного административного округа, примерно в 18 км к юго-западу от центра города Москвы и 6 км к северо-востоку от центра города Московский, на Киевском шоссе М3. На юге граничит с московским районом Коммунарка.
В 3 км севернее деревни проходит Боровское шоссе, в 2 км к востоку — Московская кольцевая автодорога, в 3 км к северу — линия Киевского направления Московской железной дороги. Ближайшие населённые пункты — деревни Дудкино и Саларьево.
В деревне 3 улицы — Верхняя, Садовая и Центральная, приписано 11 садоводческих товариществ (СНТ).

## История
Название деревни, предположительно, произошло от некалендарного личного имени Румянец.
В XVI веке деревня входила в вотчину Чудова монастыря.
В XIX веке деревня Румянцево относилась к 5-му стану Московского уезда Московской губернии. В деревне было 34 двора, крестьян 100 душ мужского пола и 119 душ женского.
В «Списке населённых мест» 1862 года — казённая деревня Московского уезда по правую сторону Боровского или Ново-Калужского тракта (из Москвы), в 19 верстах от губернского города и 14,5 верстах от становой квартиры, при прудах и колодцах, с 33 дворами и 261 жителем (135 мужчин, 126 женщин).
По данным на 1890 год входила в состав Зюзинской волости Московского уезда, в деревне проживало 269 жителей.
В 1913 году — 42 двора, имелось земское училище.
В 1918 году Румянцево вошло в Ленинскую волость и стало центром Румянцевского сельсовета, в состав которого входил только один населённый пункт.
По материалам Всесоюзной переписи населения 1926 года — деревня Ленинской волости Московского уезда в 3 км от Боровского шоссе и 4,5 км от платформы Суково Московско-Киево-Воронежской железной дороги, проживало 338 жителей (146 мужчин, 192 женщины), насчитывалось 72 крестьянских хозяйства, имелась школа 1-й ступени.
С 1929 до 2012 гг. — населённый пункт Московской области в составе Кунцевского района (1929—1960), Ульяновского района (1960—1963), Звенигородского укрупнённого сельского района (1963—1965), Ленинского района (1965—2012).
С 2005 года — в составе сельского поселения Московский. С 2012 года — в составе города Москвы (поселение Московский Новомосковского административного округа). С 8 мая 2024 года — в составе района Солнцево Западного административного округа.

## Экономика
В 2008 году в районе деревни Румянцево был построен крупнейший бизнес-парк в Европе — Бизнес-Парк «Румянцево» площадью 500 тыс. м². В 2016 году рядом с парком открылась станция метро «Румянцево».
После включения деревни Румянцево в состав Москвы в 2013 году здесь сформировался административно-деловой кластер; в частности, крупный офисный парк Comcity площадью 185 тыс. м² (число сотрудников — 10 тыс. человек).